# Spike (Zeitschrift)
Das Spike Art Magazine ist eine österreichische Zeitschrift für internationale zeitgenössische Kunst, das vierteljährlich auf Deutsch und Englisch publiziert wird. Erscheinungsort ist Wien.

## Geschichte
Spike wurde 2004 von Amer Abbas und der Künstlerin Rita Vitorelli in Wien gegründet. 2004–2008 wurde es vom österreichischen Sportmagazin Verlag in Kooperation mit dem Wiener Kunstverein New Art Club herausgegeben. Seit der Übernahme des Sportmagazin Verlags durch Styria Media Group 2009 wird Spike als unabhängiges Magazin von Rita Vitorelli und Susanna Hoffmann-Ostenhof in Wien publiziert. Seit 2012 hat Spike einen weiteren Redaktionssitz in Berlin. Für Layout und Design war bis 2014 der Hamburger Artdirector Christoph Steinegger verantwortlich, Ende 2014 kam es zum Redesign durch das Grafikstudio Bureau Mirko Borsche in München. Der Fokus des internationalen Kunstmagazins liegt im deutschsprachigen und zentraleuropäischen Raum. Kuratorische Projekte wie die Kunstmesse/Ausstellung Fruits, Flowers and Clouds zählen auch zu ihren Aktivitäten.

## Inhalt
Inhaltlich „besticht das Magazin durch fachliche Dichte. Die Konzeption der Beiträge ist nicht zu sehr auf Quote ausgelegt, die intelligente Zusammenstellung unterschiedlicher Perspektiven bietet Überblick und Einblick“. Den ersten Ausgaben wurden Poster von Heimo Zobernig, Manfred Pernice und Hans Schabus beigelegt. Danach wurden Kunsteditionen von Künstlern wie Gerwald Rockenschaub, Liam Gillick, Cory Arcangel und anderen speziell für Spike Art Quarterly produziert. Seit 2012 werden der gesamten Magazinauflage wieder Poster beigelegt, von denen eine kleine Edition signiert und nummeriert erhältlich ist – von Tom Burr, Roe Ethridge, Rirkrit Tiravanija, Gelitin und Brian Calvin.

## KunstmesseFruits, Flowers and Clouds
2011 wurde zum ersten Mal im Museum für angewandte Kunst (Wien) die Kunstmesse Fruits, Flowers and Clouds veranstaltet. Nur Einzelpräsentationen von ausgewählten Künstlern wurden gezeigt, die mit ihren Galerien zur Messe eingeladen waren. Fruits, Flowers and Clouds ist ein Hybrid aus kuratierter Ausstellung und Kunstmesse. Eine Bar mit Abendprogramm, Performances, Buchpräsentationen und ein Konzert sind in dem neu entwickelten Konzept integriert.